# Gaz de France

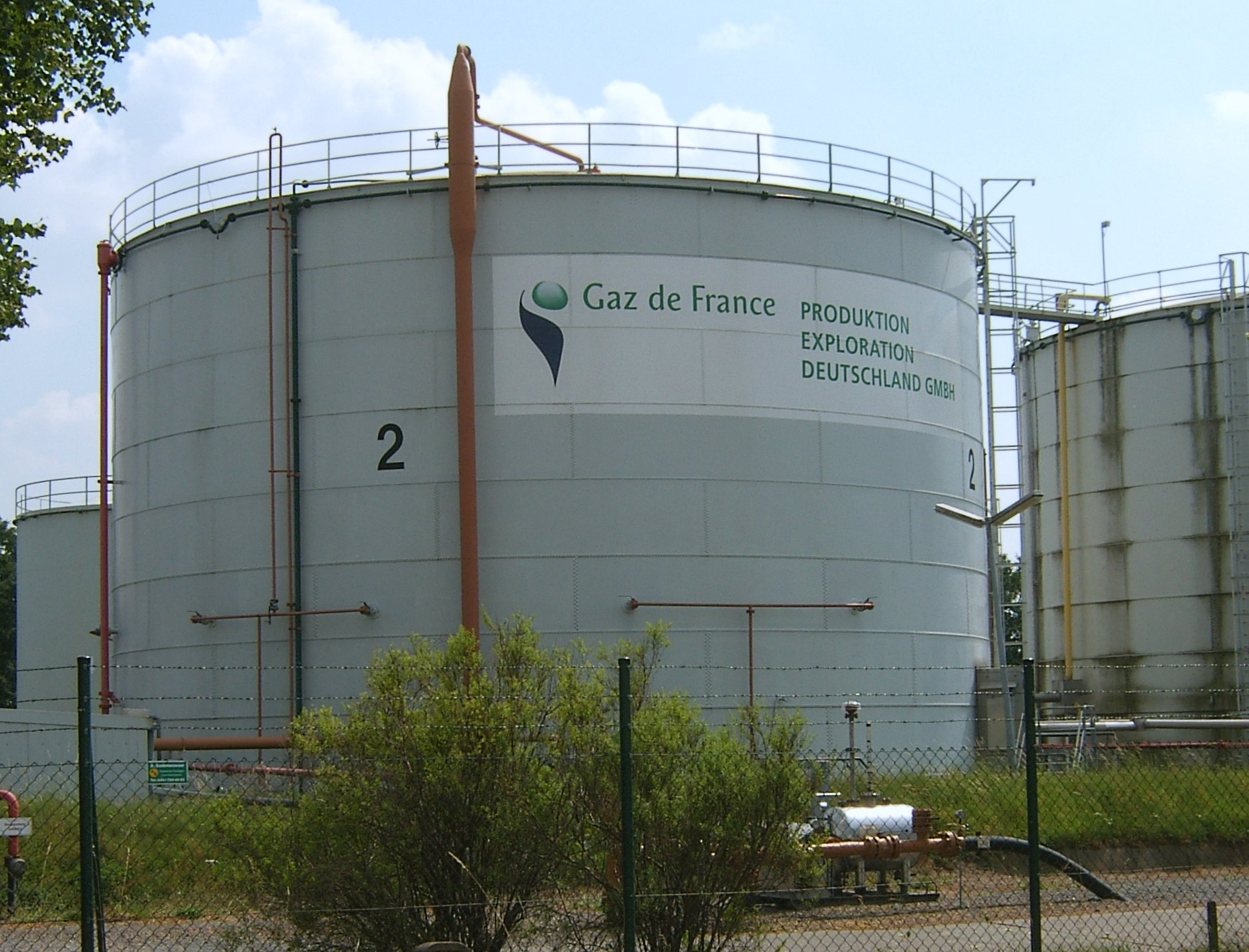
Gaslager in Hamburg-Allermöhe

Die Gaz de France S.A. (GDF) war ein börsennotierter französischer Erdgaskonzern, der im Juli 2008 mit Suez zu GDF Suez verschmolzen wurde. Seit 2015 heißt der Konzern Engie.

## Unternehmensgeschichte Anfang
Auf Initiative von Marcel Paul, der sich für die Nationalisierung von Strom und Gas einsetzte, wurde Gaz de France 1946 zusammen mit Électricité de France (EDF) als Staatsunternehmen gegründet.
2005 wurde das Unternehmen teilprivatisiert; Gaz de France ging im Juli 2005 in einem der zehn weltweit größten Börsengänge des Jahres 2005 an die Börse, der französische Staat blieb aber mit ca. 80 Prozent bedeutendster Aktionär. 

## Unternehmensgeschichte Ende
Im Jahr 2006 gibt Gaz de France Fusionspläne mit dem Wettbewerber Suez bekannt, die mit den jeweiligen Hauptversammlungen vom 16. Juli 2008 umgesetzt wurden zur neuen GDF Suez. Der französische Staat wurde durch diese Fusion mit 35,7 Prozent Anteil Hauptaktionär des Gesamtkonzerns. Der neue Konzern führte weitere Fusionen durch, so dass im Jahre 2015 die neutrale Umfirmierung in Engie erfolgte.